# Linda Eide

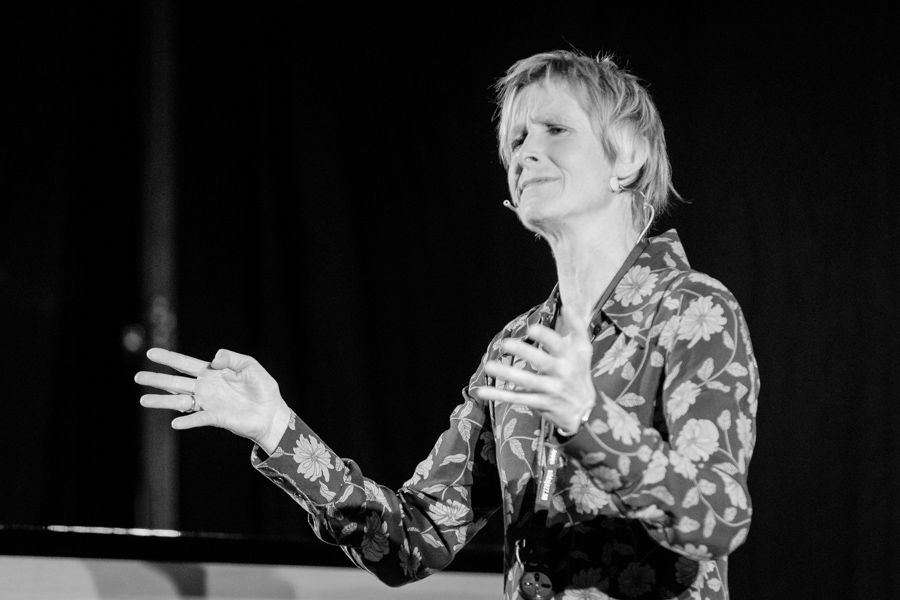
Linda Eide, 2020

Linda Eide (* 10. Februar 1969 in Voss) ist eine norwegische Journalistin, Schriftstellerin und Fernsehmoderatorin. Sie ist unter anderem bekannt für ihren Einsatz für die norwegische Sprachform Nynorsk.

## Leben
Eide wuchs in der westnorwegischen Gemeinde Voss auf. Bis 1990 besuchte sie die norwegische Journalistenhochschule, wo sie in ihrer Abschlussarbeit den Gebrauch der Sprachform Nynorsk in den norwegischen Zeitungen untersuchte. Anschließend begann Eide ihre Tätigkeit für den norwegischen Rundfunk Norsk rikskringkasting (NRK). Sie war dort unter anderem bei den Radiosendern NRK P3 und NRK P1 sowie auch im Fernsehprogramm tätig. Zunächst musste sie beim NRK in normiertem Nynorsk sprechen, bevor der Sender im Jahr 1993 auch Dialekte zuließ. Eide erklärte, dass sie es für nahezu unmöglich halte, die Schriftsprache Nynorsk natürlich zu sprechen. Für ihren Dialektgebrauch wurde sie 2008 mit dem Dialektpreis der Organisation Norsk Målungdom ausgezeichnet. Im Jahr 2001 erhielt sie den LGBT-Preis Homofrydsprisen mit der Begründung, dass sie jahrelang mit großer Selbstverständlichkeit sie selbst gewesen sei und somit dazu beigetragen hätte, dass Homosexualität normalisiert werde.
Von 2007 bis 2012 moderierte sie in drei Staffeln die TV-Sendung Norsk attraksjon, wo sie unbekannte Sehenswürdigkeiten in Norwegen präsentierte. Für ihre dortige Tätigkeit wurde sie beim Fernsehpreis Gullruten in der Kategorie „beste Moderatorin“ ausgezeichnet, zudem veröffentlichte sie 2009 gemeinsam mit Kristin Helgeland Hauge einen auf der Sendung basierenden Tourguide. Im Jahr 2012 veröffentlichte sie das Buch Oppdrag Mottro. Dafür erhielt sie im April 2013 den Sprachpreis Målprisen, der für einen besonders herausragenden Einsatz der Sprachform Nynorsk verliehen wird. Im Oktober 2013 folgte der Melsom-prisen, ein Preis für Nynorsk-Literatur.
Im Jahr 2013 begann sie mit dem Sprachprofessor Gunnstein Akselberg die monatliche Veranstaltung Ut med språket im Literaturhaus Bergen zu veranstalten. Daraus entstand die im Januar 2017 gestartete Sendung Eides språksjov auf NRK1, wo sie gemeinsam mit Akselberg über sprachliche Phänomene berichtet. Im November 2018 gab sie eine Vorstellung Oppdrag Mottro im Bergener Theater Det Vestnorske Teater. Daraus entwickelte sich im Jahr 2019 eine Tournee.

## Werke
- 2000: Då gamlemor baka seg i hel: moderne skillingsdikt
- 2003: Kvardagstraume i utval
- 2004: Radioradio: lyd i journalistikk mit Lars Nyre
- 2009: Norsk attraksjon: guiden til det du ikkje finn i guideboka mit Kristin Helgeland Hauge
- 2012: Oppdrag Mottro: Jakta på gamle dagar
- 2012: Norske Smakar mit Hanne Frosta
- 2015: Lydjournalistikk – innføring i radio og podkasting mit Jørgen Warvik Lyngvær und Lars Nyre

## Fernsehen
- 2007–2012: Norsk attraksjon, NRK
- 2015: Smæsj, NRK
- seit 2017: Eides språksjov, NRK

## Auszeichnungen
- 2001: Homofrydprisen
- 2006: Nynorskpris der Regierung für Journalisten[10]
- 2008: Dialektprisen
- 2012: Gullruten (Kategorie „beste weibliche Moderation“ für Norsk attraksjon)
- 2013: Målprisen für Oppdrag Mottro[11]
- 2013: Melsom-prisen für Oppdrag Mottro
- 2019: Storegutprisen[12]